# Betula alajica
Betula alajica är en björkväxtart som beskrevs av Dmitrij Litvinov. Betula alajica ingår i släktet björkar, och familjen björkväxter. Inga underarter finns listade.